# Lemming Project
Lemming Project (dt.: Lemming-Projekt) war eine deutsche Death-Metal-Band aus Menden.

## Geschichte
Lemming Project wurde 1986 gegründet, damit war sie eine der ersten deutschen Death-Metal-Bands überhaupt. 1991 erschien eine selbst finanzierte Promotions-Split-Single mit der englischen Band Skyclad. Noch im selben Jahr wurde dann das Debüt Extinction veröffentlicht. Das zweite Album Hate and Despise wurde zusätzlich in den USA über Century Media Records vertrieben. Lemming Project tourte u. a. mit Eisenvater und Pungent Stench durch Deutschland und Europa. Die Band löste sich im Jahr 1995 auf.
Thorsten Zielert und Michael Schmale gründeten nach dem Split die Band Progeria. Neben Lemming Project gründeten Hendrijk Vangerow und Volker Schmitz die Band Sons of Tarantula, die bis 2007 bestand. Seit 2008 ist Hendrijk Vangerow (alias „Van der Lubbe“) Sänger bei Grober Knüppel.
Michael Schmale, Gitarrist, Songwriter und Kopf der Band, gab Lemming Project ihren unverwechselbaren Stil. Er verstarb im Februar 2005 im Alter von 33 Jahren an Organversagen.

## Stil
Markus Müller stellte im Rock Hard fest, dass die Band zwar „Melodie und Brutalität“ zu verbinden vermochte, dies aber nicht außergewöhnlich sei und darüber hinaus bei anderen Bands weniger monoton klinge und aufgesetzt wirke. Seinem Kollegen Götz Kühnemund gefiel dagegen die Kompromisslosigkeit, die andere Bands oft nicht hinbekämen.

## Diskografie
- 1990: Demo (Demo)
- 1991: Lemming Project/Skyclad (Split-EP mit Skyclad)
- 1991: Extinction (Album, Noise Records / Dark Wings)
- 1992: Hate and Despise (Album, Noise Records)